# Wangzhuang (köping i Kina, Jiangsu)
Wangzhuang (kinesiska: 王庄, 王庄镇) är en köping i Kina. Den ligger i provinsen Jiangsu, i den östra delen av landet, omkring 240 kilometer norr om provinshuvudstaden Nanjing.
Genomsnittlig årsnederbörd är 1 261 millimeter. Den regnigaste månaden är juli, med i genomsnitt 267 mm nederbörd, och den torraste är januari, med 12 mm nederbörd.